# Tap turns on the water
Tap turns on the water (Nederlands: "Kranen laten het water lopen") is een single van CCS. De single verscheen tussen de twee albums C.C.S. en CCS in. De B-kant was wel afkomstig van CCS. Het bleef het enige hitje van CCS in Nederland en België, de cover van Whole Lotta Love voor Top of the Pops niet meegerekend.
De band, die nooit uit geheel vast personeel bestond, bevatte tijdens de opnamen onder meer
Peter Thorup (zang), Alexis Korner (zang, gitaar), Herbie Flowers (basgitaar) en Tony Carr (slagwerk). Harold McNair (saxofoon), Henry Lowther en Harry Beckett (trompet) verzorgden de blazerssectie.

## Hitnotering
In het Verenigd Koninkrijk had CCS een vijftal hits, waarvan deze met 13 weken en een 5e plaats de hoogste notering haalde.

### Nederlandse Top 40
| Positie: | 29 | 26 | 27 | 40 | uit |

### NederlandseDaverende 30
| Positie: | 25 | 25 | 19 | 17 | 23 | uit |

### BelgischeBRT Top 30
| Positie: | 29 | 27 | 18 | 16 | 16 | 26 | uit |

### VlaamseUltratop 30
| Positie: | 24 | 21 | 24 | uit |

### NPO Radio 2 Top 2000
Tap turns on the water stond alleen in 2000 in de NPO Radio 2 Top 2000, op plek 1864.